# Niederau
Niederau è un comune di 4.083 abitanti della Sassonia, in Germania.
Appartiene al circondario (Landkreis) di Meißen (targa MEI).